# 1201年
| 千纪： | 2千纪 |
| 世纪： | 12世纪 \| 13世纪 \| 14世纪 |
| 年代： | 1170年代 \| 1180年代 \| 1190年代 \| 1200年代 \| 1210年代 \| 1220年代 \| 1230年代                                                     |
| 年份： | 1196年 \| 1197年 \| 1198年 \| 1199年 \| 1200年 \| 1201年 \| 1202年 \| 1203年 \| 1204年 \| 1205年 \| 1206年                           |
| 纪年： | 辛酉年（鸡年）；西夏天慶八年；金泰和元年；西辽天喜二十四年；南宋嘉泰元年；大理鳳曆二年？；越南天資嘉瑞十五年；日本正治三年，建仁元年 |

## 大事记
- 宋寧宗改年號嘉泰。
- 泰赤烏部、塔塔兒部、蔑兒乞部等11部推舉札達蘭部的札木合為「古兒汗」，聯兵攻打鐵木真，於帖尼河之戰被擊敗，從此札木合一蹶不振。